# 앤디 벡톨샤임

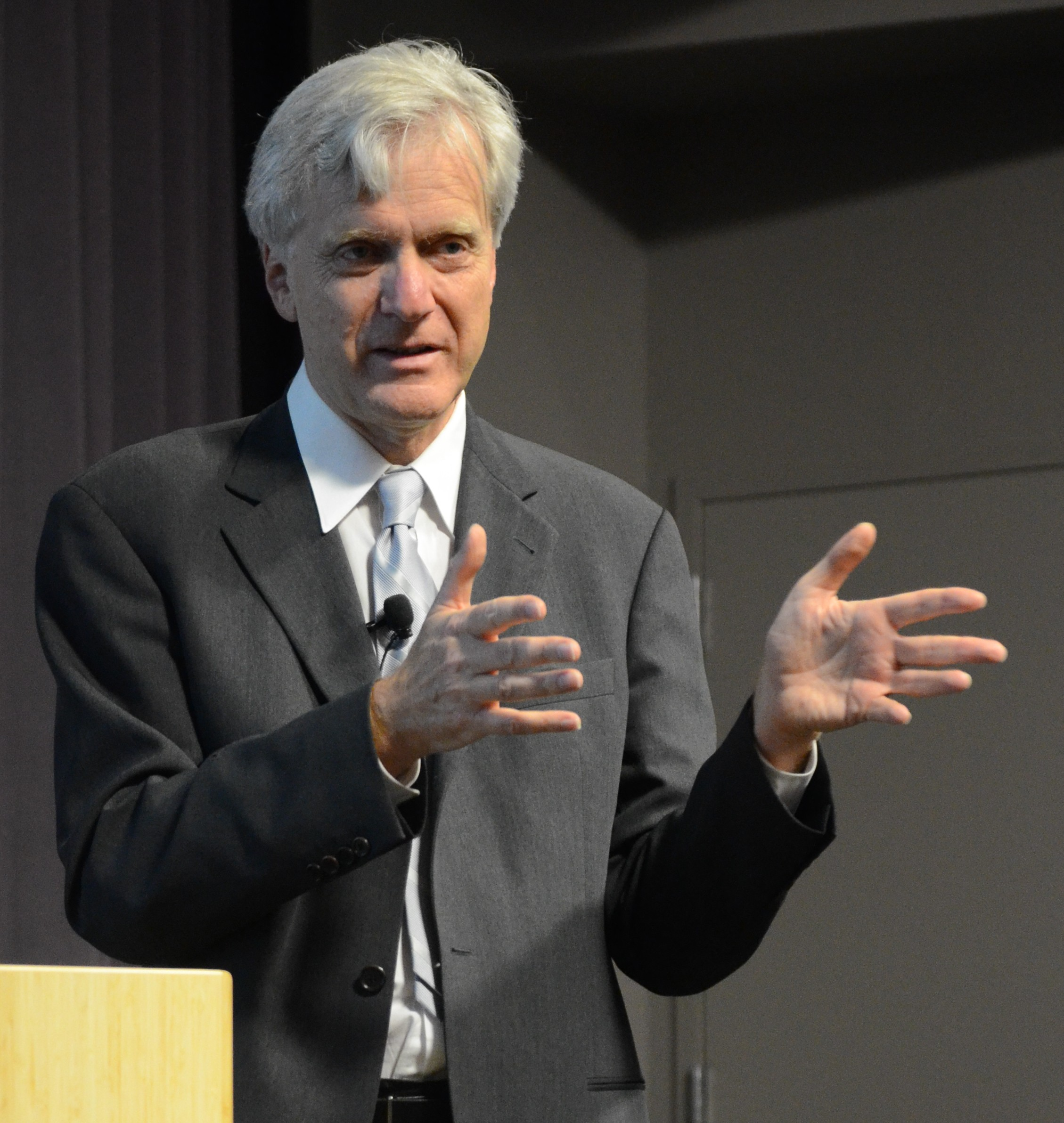

앤디 벡톨샤임(Andy Bechtolsheim, 본명: Andreas Maria Maximilian Freiherr von Mauchenheim genannt Bechtolsheim, 1955년 9월 30일 ~ )은 독일의 전기 엔지니어, 기업가 및 투자자이다. 1982년에 썬 마이크로시스템즈를 공동 설립했으며 수석 하드웨어 디자이너였다. 그의 순자산은 2018년 9월에 70억 달러에 달했다.

## 어린 시절과 교육
벡톨샤임은 바이에른주 란츠베르크의 핀닝에서 네 자녀 중 둘째로 태어났다. 고립된 집에는 텔레비전이나 가까운 이웃이 없었기 때문에 그는 어린 시절 전자 제품을 실험했다. 그의 가족은 1963년에 로마로 이주했다. 5년 후인 1968년에 가족은 다시 독일 보덴호의 논넨호른으로 이주했다. 16세에 그는 인텔 8008을 기반으로 인근 회사를 위한 산업용 컨트롤러를 설계했으며, 어셈블러에 접근할 수 없었기 때문에 이진 코드로 프로그래밍했다. 이 제품의 로열티를 통해 그의 교육의 대부분을 지원했다.
뮌헨공과대학 공과대학 재학시절 젊은 연구자들을 대상으로 하는 유겐트 포르쉬트(Jugend forscht) 경진대회에 참가하여 3년간 참가한 후 1974년 물리학상을 수상하였다. 1976년 컴퓨터 과학 석사 학위를 취득했다. 1977년 스탠포드 대학으로 편입하여 전기공학과 학생으로서 박사 학위를 받았다.